# Hövik-Tvåtjärnen
Hövik-Tvåtjärnen är en sjö i Bräcke kommun i Jämtland och ingår i Ljungans huvudavrinningsområde.